# Ingegneria informatica

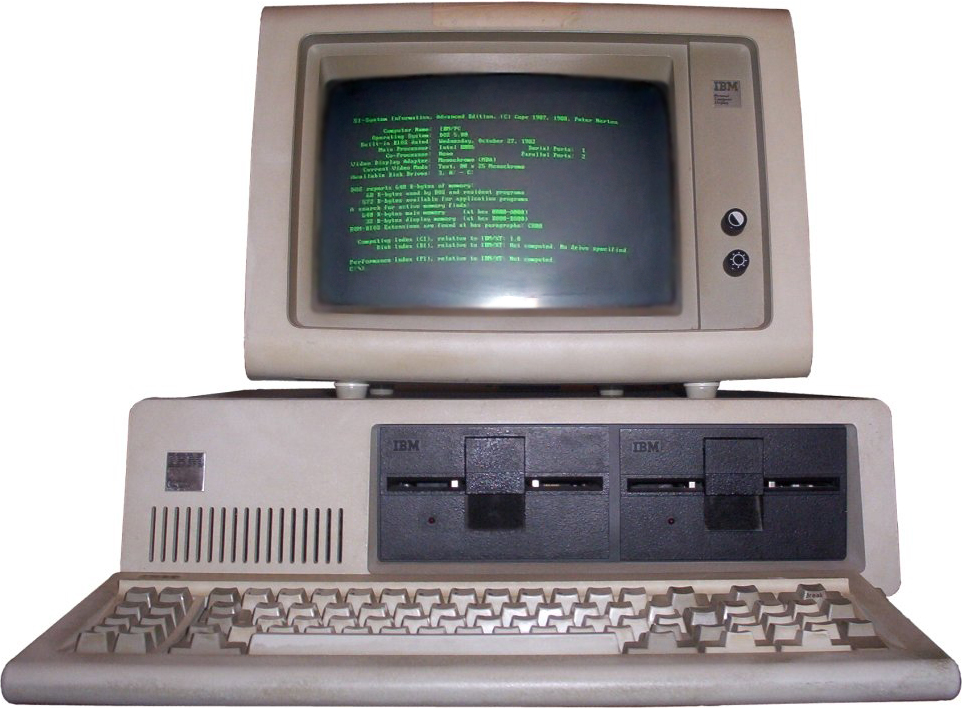
Un computer IBM

L'ingegneria informatica è un ramo dell'ingegneria dell'informazione, derivato in parte dall'ingegneria elettronica, che applica principi di quest'ultima e dell'informatica pura a processi di progettazione, realizzazione e gestione di sistemi e soluzioni per l'elaborazione dati, sia dal punto di vista hardware che dal punto di vista software. 

## Descrizione

### Requisiti di iscrizione in Italia
In Italia diverse università erogano corsi di studio di ingegneria informatica che richiedono come requisito di iscrizione un Diploma di Scuola secondaria superiore o un altro titolo di studio conseguito all'estero riconosciuto idoneo ed eventualmente lo svolgimento di un test di ammissione comprensivo di quesiti sulla lingua inglese, sulla matematica, sulla comprensione di un testo argomentativo e sulla fisica. Generalmente il non raggiungimento immediato di un punteggio minimo nel test o nella sua parte di inglese non pregiudicano la possibilità di iscrizione, ma può imporre limitazioni sulla possibilità di sostenere gli appelli d'esame del primo anno o dei successivi.

### Differenze con CdL in Informatica e corsi esteri simili

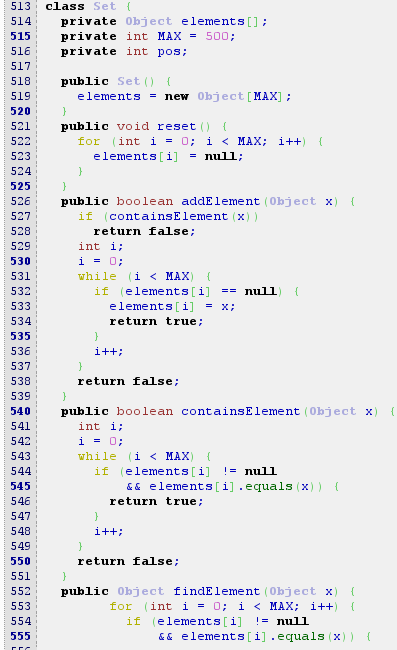
Codice sorgente in Java

Il corso di laurea in informatica è una laurea che si contrappone alla laurea in ingegneria informatica. È da sottolineare il fatto che entrambe le lauree contengano un grande bagaglio culturale e che siano differenti sotto diversi aspetti. Il corso di laurea in ingegneria informatica tende a specializzarsi nell'utilizzo dell'informatica per risolvere i tipici problemi ingegneristici e per la progettazione di sistemi informatici, quindi approfondisce lo studio dell'hardware, delle telecomunicazioni, anche da un punto di vista fisico, e l'integrazione dell'hardware con il software. Il corso di laurea in informatica ha una connotazione più logico-matematica: tratta i fondamenti scientifici dell'informatica (ad es. la Teoria della complessità computazionale) e la loro applicazione per lo studio e la realizzazione di algoritmi, linguaggi (ad es. per la programmazione), sistemi per la gestione di basi di dati, compilatori, sistemi operativi, ecc. Quindi, si occupa maggiormente dell'informatica come scienza. Nonostante le differenze esistenti tra le due lauree, dottori in informatica e ingegneri informatici spesso si ritrovano a lavorare insieme.
I corsi di laurea italiani di ingegneria informatica tendono ad essere degli ibridi di corsi di laurea più specifici presenti in alcuni paesi esteri, tra cui quelli di lingua anglosassone: computer science, ovvero informatica pura, information technology, riconducibile all'ingegneria delle telecomunicazioni, software engineering, ovvero ingegneria del software e Computer Engineering. Sebbene quest'ultimo sia il corso di studi più vicino all'ingegneria informatica italiana, nel corso di studi di quest'ultima vengono regolarmente inseriti insegnamenti propri delle altre, come, ad esempio, l'informatica teorica; lo studio delle reti di telecomunicazione e dei protocolli ad esse associati; lo studio dell'elettronica, delle reti logiche e delle componenti hardware dei calcolatori. Per quanto riguarda la durata dei corsi di studio, generalmente si tratta di tre anni completabili con due di specialistica, mentre in passato si trattava di lauree a ciclo unico.

### Insegnamenti universitari

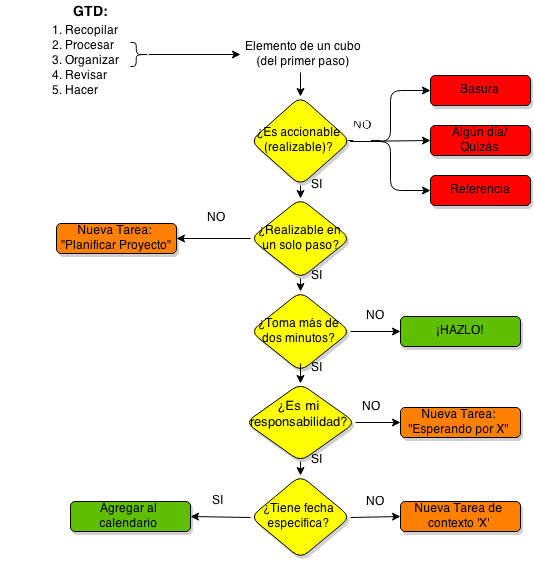
Diagramma di flusso di un Algoritmo

Simbolo di database

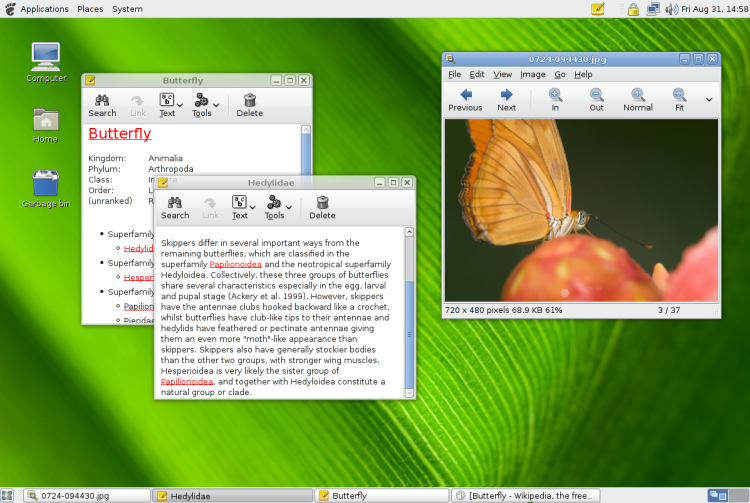
Desktop environment di un sistema operativo

Come tutti i corsi in ingegneria, agli studenti vengono insegnate le materie che vanno a costituire l'insieme di conoscenze comuni a tutti gli ingegneri, ovvero la: 
- Matematica, sotto forma di Analisi 1, Analisi 2
- Geometria
- Algebra lineare
- Statistica
- Calcolo delle Probabilità, con l'aggiunta di un corso di Logica
- Algebra, fondamentale per comprendere al meglio l'informatica teorica e le reti logiche;
- Fisica, presente in Fisica classica, Fisica tecnica e Meccanica dei Sistemi;
- Elettrotecnica
- le basi dell'Economia e dell'Organizzazione aziendale
- basi di programmazione software.

A questi si aggiungono insegnamenti più specifici dell'Ingegneria dell'informazione come:
- fondamenti di Elettronica
- fondamenti di Automatica e insegnamenti di indirizzo:
- Architettura dei calcolatori e dei Sistemi Operativi
- Informatica teorica
- Reti logiche
- Algoritmi e Strutture Dati
- Basi di dati
- Sistemi Informativi
- Ingegneria del software

e insegnamenti tipici dei corsi di laurea in Ingegneria delle telecomunicazioni, come: 
- Reti di telecomunicazione e Internet
- Piattaforme software per la rete.

Infine si possono inserire nel piano di studi insegnamenti scelti da vari gruppi, ad esempio: 
- Chimica generale
- Misure
- Sicurezza delle reti
- Applicazioni ipermediali
- Automazione industriale
- Robotica
- Intelligenza Artificiale
- Teoria dei sistemi non lineari
- Teoria dei giochi.

### Competenze

Un modello di sviluppo software

Un ingegnere informatico non è da confondere con il tecnico informatico, adatto alla realizzazione di progetti hardware quali assemblaggi macchina e diagnostica problematiche hardware software atti al corretto funzionamento del personal computer. L'ingegnere è quel professionista in grado di svolgere attività nella pianificazione, progettazione, realizzazione, gestione e esercizio di sistemi e infrastrutture per la rappresentazione, la trasmissione e l'elaborazione delle informazioni nonché della modellizzazione e simulazione di sistemi fisici. L'ingegnere elettronico si occupa perlopiù di sistemi tecnici preposti alla semplice comunicazione (telefonia, radiofonia, televisione) e per la modulazione del passaggio di elettricità, l'ingegnere informatico si occupa prevalentemente di sistemi elettronici di elaborazione (computer e sistemi informatici in genere). In quanto la laurea in ingegneria informatica nasce come laurea che si distacca dal corso di laurea in ingegneria elettronica, i laureati in ingegneria informatica hanno, oltre a tutte le competenze nel gestire la componente software, ottime conoscenze dell'elettronica e quindi sanno gestire, studiare e progettare bene con la categoria hardware: sono spesso in grado di progettare la parte software e hardware di sistemi elettronici quali le centraline e tutto ciò che riguarda l'automazione e la domotica.

### Aspetti burocratici e giuridici
Il DPR 328/2001 art. 46 stabilisce che le attività professionali che formano l'oggetto della professione dell'Ingegnere dell'Informazione sono:
- attività di progettazione, direzione lavori, stima e collaudo di impianti e di sistemi elettronici, di automazioni e di generazione, trasmissione ed elaborazione delle informazioni;
- i rilievi diretti e strumentali di parametri tecnici afferenti impianti e sistemi elettronici;
- le attività che implicano l'uso di metodologie standardizzate, quali la progettazione, direzione lavori e collaudo di singoli organi o componenti di impianti e di sistemi elettronici, di automazione e di generazione, trasmissione ed elaborazione delle informazioni, nonché di sistemi e processi di tipologia semplice o ripetitiva.